# روي كوان
روي كوان (بالإنجليزية: Roy Cowan)‏ هو رسام نيوزلندي، ولد في 5 يناير 1918 في ويلينغتون في نيوزيلندا، وتوفي بنفس المكان في 17 يوليو 2006.